# Pseudorymosia fovea
Pseudorymosia fovea är en tvåvingeart som först beskrevs av Dziedzicki 1910.  Pseudorymosia fovea ingår i släktet Pseudorymosia och familjen svampmyggor. Arten är reproducerande i Sverige. Inga underarter finns listade i Catalogue of Life.